# Nachal Zika
Nachal Zika (hebrejsky: נחל זקה) je vádí v severním Izraeli, na pomezí Dolní Galileji a údolí řeky Jordán.
Začíná v nadmořské výšce necelých 200 metrů na jižních svazích náhorní planiny Ramat Kochav, jež je východní výspou vysočiny Ramot Jisachar. Vádí směřuje k jihu, sestupuje po prudkých, bezlesých svazích a ústí do vádí Nachal Jisachar, nedaleko od okraje příkopové propadliny řeky Jordán.